# Jüdische Bibliothek
Die Jüdische Bibliothek (russisch Еврейская библиотека / Jewreiskaja biblioteka, wiss. Transliteration Evrejskaja biblioteka) war ein historischer und literarischer Almanach, der Ende des 19. und Anfang des 20. Jahrhunderts im Russischen Kaiserreich veröffentlicht wurde.

## Geschichte
Die Jüdische Bibliothek wurde von Adolf Landau herausgegeben und bearbeitet.
Insgesamt wurden zehn Sammlungen unter diesem Titel veröffentlicht. Die ersten 8 Bände wurden zwischen 1871 und 1880 veröffentlicht. Ab dem folgenden Jahr erschien die von Landau gegründete Zeitschrift Woschod, und die Herausgabe der Jüdischen Bibliothek wurde unterbrochen.
Als Woschod in andere Hände überging, wurde die Veröffentlichung des Almanachs der Jüdischen Bibliothek jedoch wieder aufgenommen. Im Jahr 1901 erschien Band IX, 1903 Band X, der letzte, da der Herausgeber Landau 1902 starb.
An der Jüdischen Bibliothek nahmen die bekanntesten jüdischen Schriftsteller der Zeit teil, z. B. L. O. Lewanda – der berühmte Roman Heiße Zeit und Schulangst; I. G. Orschanski – Gedanken über den Chassidismus, Aus der jüngsten Geschichte der Juden in Russland, Die russische Gesetzgebung zu den Juden; M. G. Morgulis – Zur Geschichte der Erziehung der russischen Juden; L. O. Gordon druckte zwei Rezensionen der jüdischen Literatur usw.; außerdem nahmen an der Veröffentlichung teil: G. I. Bogrow, P. I. Weinberg, W. Stassow, L. I. Mandelstam, D. Minajew, M. I. Kulischer, A. Ja. Harkavy, M. I. Mysch und andere.
Professor S. A. Berschadski (eine Liste der Artikel aus den ersten acht Bänden findet sich in Band X), der später seine Zusammenarbeit mit Landau in Woschod fortsetzte, wurde erstmals in der Jüdischen Bibliothek veröffentlicht.
Die Namen der Mitarbeiter zeigen, welch wertvollen Beitrag die Sammlungen zur russisch-jüdischen Literatur geleistet haben. Von dem Material in den letzten beiden Bänden sind Aus der Korrespondenz von L. Lewanda sowie Die Judenfrage in ihrem richtigen Licht. Die Werke von I. S. Bloch von A. P. Subbotin hervorzuheben.
Auch zahlreiche Übersetzungen von Werken der westeuropäischen jüdischen Literatur sind in den Sammlungen erschienen.